# توم بون
توم بون هو لاعب هوكي الحقل بلجيكي، ولد في 25 يناير 1990 في بروكسل في بلجيكا.

## وصلات خارجية
- توم بون على موقع الاتحاد الدولي للهوكي (الإنجليزية)
- توم بون على موقع اللجنة الأولمبية الدولية (الإنجليزية)
- توم بون على موقع أوليمبيديا (الإنجليزية)
- توم بون على موقع اللجنة الأولمبية البلجيكية (الهولندية)